# Provedor de serviço de lançamento
Um provedor de serviços de lançamento (da sigla em inglês, LSP) é um tipo de empresa especializada no lançamento de espaçonaves. É responsável pela montagem, conversão ou construção de foguetes e, por fim, por conduzir o próprio lançamento. Algumas dessas tarefas podem ser delegadas ou subcontratadas a outras empresas. Por exemplo, a United Launch Alliance subcontratou formalmente a produção de motores de foguetes sólidos GEM para seus foguetes Delta II e Delta IV (versão média) para a Alliant Techsystems ; ambos os veículos estão agora aposentados. Um LSP não constrói necessariamente todos os foguetes que lança.